# Cò quăm mặt đen
Cò quăm mặt đen, tên khoa học Theristicus melanopis, là một loài chim trong họ Threskiornithidae.
Loài cò quăm này được tìm thấy trong đồng cỏ và cánh đồng ở miền nam và miền tây Nam Mỹ. Nó đã được bao gồm như một phân loài của cò quăm cổ vàng sẫm tương tự, nhưng ngày nay tất cả các cơ quan phân loại đều chấp nhận sự phân tách. Loài cò quăm mặt đen cũng bao gồm loài cò quăm Andez (T. branickii) như một phân loài. Một số cơ quan phân loại (bao gồm cả Hiệp hội Điểu học Mỹ) vẫn làm như vậy.

## Phân loài
- Th. m. branickii (Berlepsch & Stolzmann, 1894)
- Th. m. melanopis (Gmelin, 1789)

## Hình ảnh

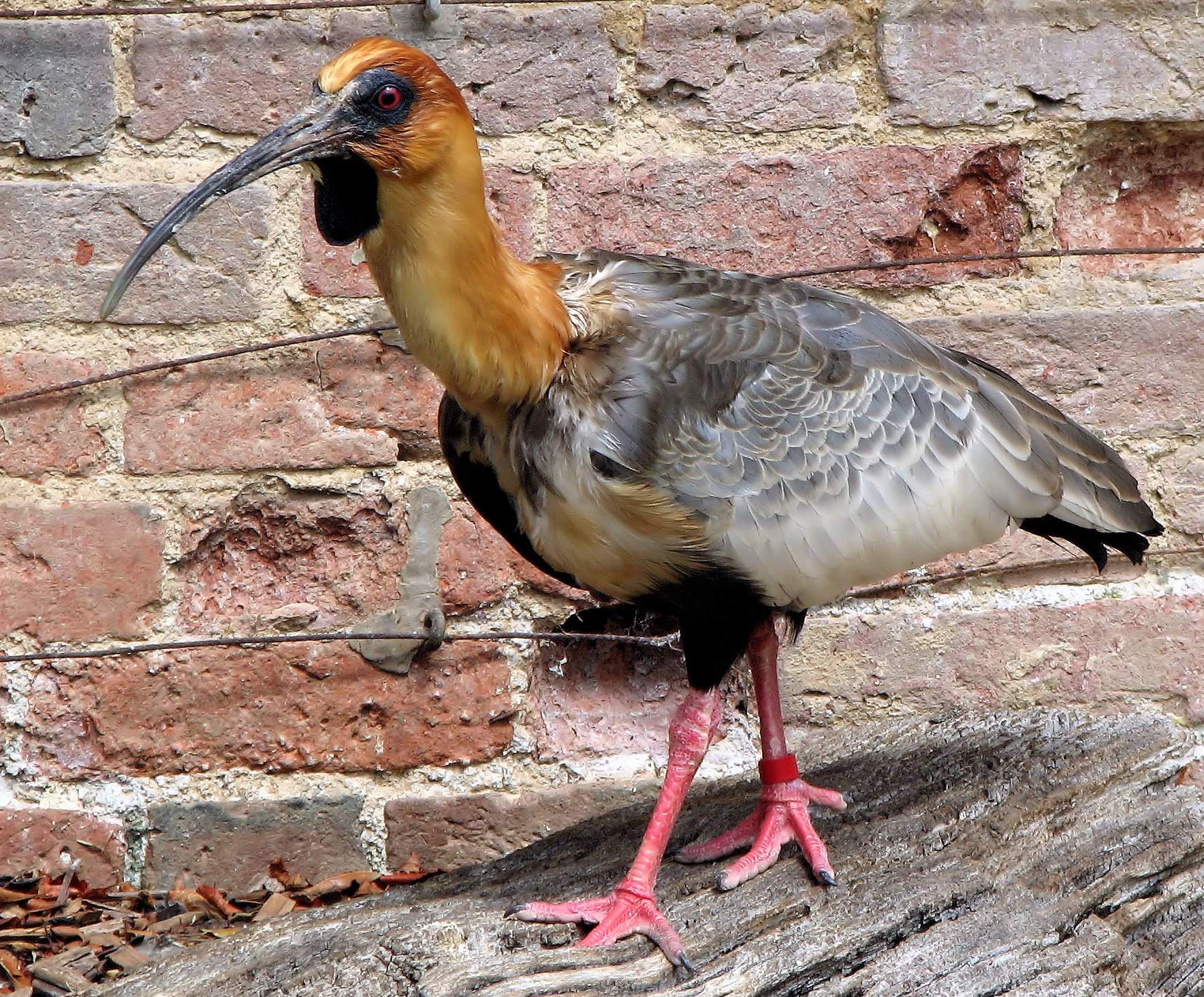
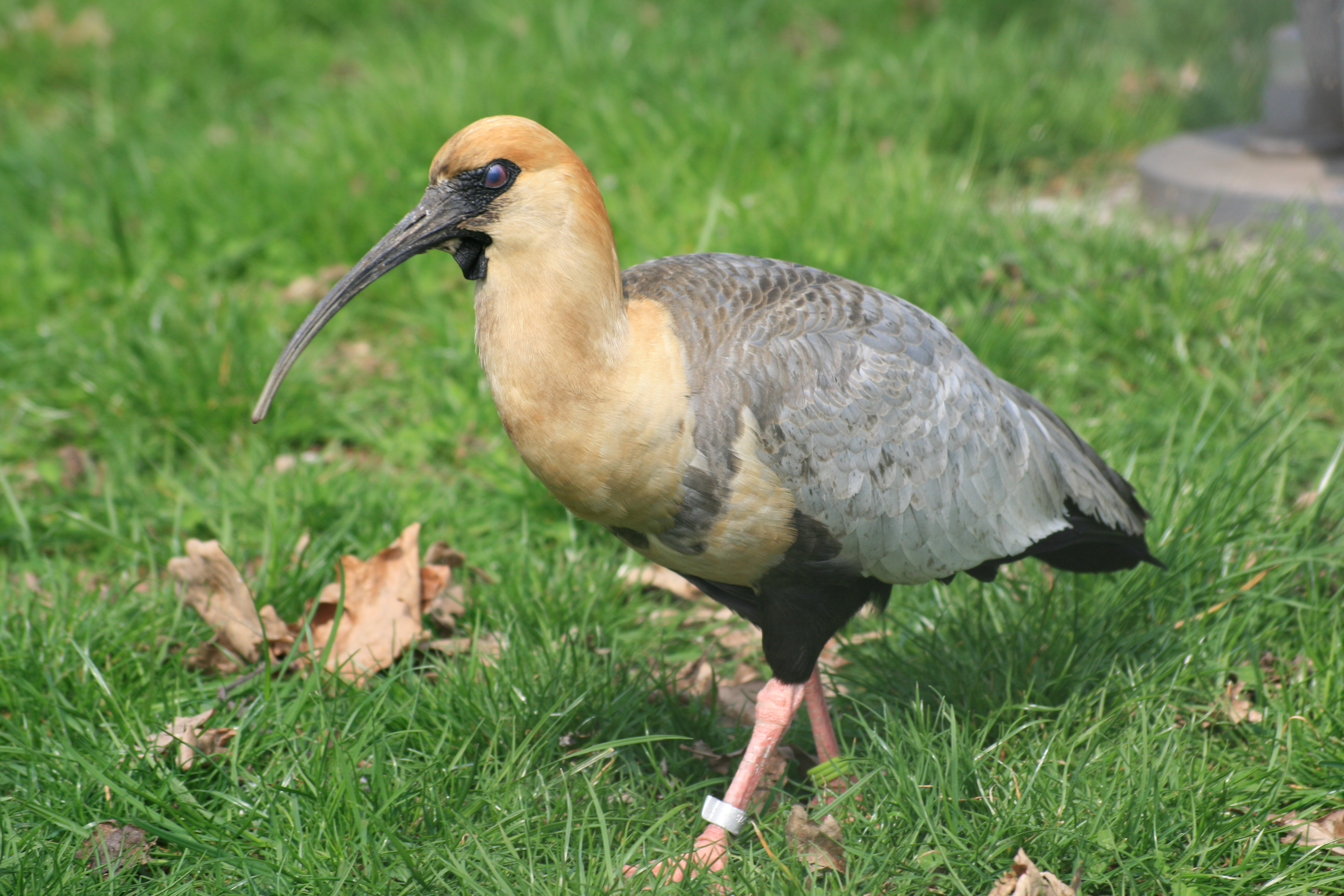